# 1915 en philosophie
Chronologie de la philosophie
- 1911
- 1912
- 1913
- 1914
- 1915
- 1916
- 1917
- 1918
- 1919

L’année 1915 a été marquée, en philosophie, par les événements suivants :

## Naissances
- 12 novembre : Roland Barthes (France, -1980)